# Norddeutscher Handball-Verband
Der Norddeutsche Handball-Verband (NHV) war bis Ende 2012 ein Regionalverband im Deutschen Handballbund (DHB) und bestand zuletzt aus drei Landesverbänden.

## Geschichte
Zum Norddeutschen Handball-Verband gehörten bis 1991 die Landesverbände Schleswig-Holstein und Hamburg zum NHV. Sie wechselten dann in den neu gegründeten Nordostdeutschen Handball-Verband.
Anders als im Fußball wurde nach der deutschen Wiedervereinigung nicht der komplette Verband der DDR zu einem einzigen Landesverband umgewandelt. Der Deutsche Handballverband der DDR wurde vielmehr in fünf Landesverbände aufgeteilt, von denen der  HV Sachsen-Anhalt zum NHV kam.
Von 2000/01 bis zur Saison 2004/05 spielten auch einige Mannschaften aus dem Westdeutschen Handball-Verband in der Regionalliga Nord. Nach der Auflösung des entsprechenden Kooperationsvertrages (Regionalligavertrag) sind die Regionalligen seither streng auf das Verbandsgebiet des jeweiligen Regionalverbandes begrenzt. 
Seit der Saison 2005/06 gibt es auch eine Jugendregionalliga in der Altersklasse der männlichen A-Jugend, für die weibliche A-Jugend kam keine Staffel zustande.
Der NHV bestand zuletzt aus den Landesverbänden Sachsen-Anhalt, Bremen und Niedersachsen, wobei der Bremer HV den Spielbetrieb im westlichen Teil Niedersachsens (HVN-Kreise/Regionen Verden, Diepholz, Bremervörde/Stade und Cuxhaven in den Landesligen) mitverwaltet und organisiert. 
Am 31. Dezember 2012 wurde der NHV aufgelöst. Die Mitglieder hatten sich für die Auflösung entscheiden, da durch die Einführung der 3. Handballbundesligen keine Aufgaben für den Verband mehr bestanden. Das liegt daran, dass der DHB durch die Umstrukturierung gemeinsam mit dem Handballregionalrat die ehemaligen Aufgaben übernommen hat.

Landkarte Handball-Regionalliga. Das gelbe Feld umfasste den Bereich des Norddeutschen Handballverbandes

## Wettbewerbe
Der NHV organisierte von 1969 bis 2010 die Regionalliga Nord.

## Präsidenten
- 1980–1984: Henning Opitz